# 同位素

氫元素的三種天然同位素。三種同位素都有一個質子，因此它們都是氫原子。由左至右的同位素分別為具有0個中子的氕、具有1個中子的氘和具有2個中子的氚。

同位素（英語：Isotope），又稱同位素核種，是指同一化學元素之下的不同核種。同一種元素的所有同位素都具有相同的質子數目（即原子序數），但中子數目不同，故質量數不同。由於這些核種屬於同一種化學元素，在化學元素週期表佔有同一個位置，因此得名。
例如自然界的氫元素由氕（1
H
）、氘（2
D
）和氚（3
T
）三種核種組成，它們原子核中都有1個質子，但是它們的原子核中分別有0個中子、1個中子及2個中子，質量數分別為1、2、3，所以它們三者互為同位素。
同一元素的所有同位素之化學性質幾乎相同，但它們彼此的核穩定性各不相同，物理性質也有些微差異。
同位素的英文isotope是由希臘文詞根isos（ἴσος ，意為“相同”）和topos（τόπος， 意為“地方”）組成，意思是“同一個地方”。該詞由蘇格蘭醫生兼作家瑪格麗特·托德於1913年創造並在與英國化學家弗雷德里克·索迪談話時提出。

## 同位素與核種
核種是指原子的種類，由原子核內質子及中子的數量及核的能態作區分，例如碳-13是具有6個質子和7個中子的核種。核種在概念上較強調原子的核性質而非化學性質，而同位素的概念則是將所有原子依其所屬元素進行分類（由原子核中的質子數界定），因此更加強調原子的化學性質。中子數對原子的核性質有很大的影響，但對大多數原子的化學性質之影響可忽略不計。儘管對於較輕的元素，其核內中子數與質子數之比在同位素之間變化較大，對其化學性質的影響通常也十分微小。
同位素一詞最初主要用於比較，概念上較強調質子數相同而質量數/中子數不同的原子類別，例如12
6C
、13
6C
、14
6C
的質子數皆為6，彼此互為同位素，而40
18Ar
、40
19K
、40
20Ca
的質量數皆為40，互為同量素（又稱同量異位素），38
18Ar
、39
19K
、40
20Ca
的中子數皆為20，互為同中子素（又稱同中子異位素）。至於核種一詞則可用於稱呼任何原子核構造或所處能態不同的原子種類，如質子數或中子數不同的原子，皆視為不同的核種。然而，由於同位素一詞在學界中使用歷史較為悠久，比核種一詞更廣為人知，如今在核技術和核醫學等許多領域中仍常用「同位素」指代任何具有特定質子數及中子數的原子種類，儘管在概念及語意上使用「核種」更為合適。

## 命名法及符號
同位素/核種的名稱通常以其所屬元素加上其質量數來表示，例如氦-3、氦-4、碳-12、碳-14、鈾-235、鈾-238等。當使用化學符號表示同位素時，通常使用{\displaystyle _{Z}^{A}E_{N}}的形式，其中E為該同位素所屬元素的化學符號（氘和氚這二種同位素有自己的符號）；Z為該同位素的質子數（即原子序數）；A為該同位素的質量數（即核子數，質子數和中子數之和）；N為該同位素的中子數（一般情况下不標出），例如3
2He
、4
2He
、12
6C
、14
6C
、235
92U
、238
92U
。由於從同位素的所屬元素便可推知其質子數，因此以符號表示同位素時通常只會註明其上標的質量數，而省略下標的質子數，如3
He
、4
He
、12
C
、14
C
、235
U
、238
U
。若在同位素符號的質量數後加上字母m，則表示其為該同位素的同核異構體，其原子核處於較高能階的亞穩態，但半衰期比一般的激發態原子核要長（通常達到100~1000倍的時間），例如99m
Tc
（鎝-99m）、180m
Ta
（鉭-180m）等。當一同位素存在多個不同能階的同核異構體時，則使用m1、m2、m3等，按照其激發能量從低到高進行標記，如177m2
Hf
（鉿-177m2）等。

## 穩定性
每一種元素都有著多種同位素，由於原子核中不同數目的質子和中子的組合會影響其穩定性，因此每種同位素的核穩定性各不相同。
目前已知的大多數同位素原子核皆不穩定，具有放射性，會自發性地放出游離輻射並衰變成其他核種，稱為放射性同位素，例如氚、碳-14、鉀-40、鈷-60和碘-131等。若某元素的所有同位素都具有放射性，則該元素會被稱為放射性元素，如鈾、鐳和氡等。每種放射性同位素的核穩定性各不相同，因此發生衰變的半衰期也有長有短，原子核越不穩定的同位素半衰期越短，放射性越強。目前已發現的放射性同位素超過3000種，其中大部分不存在於自然界，只能藉由人工合成的方式生成，稱為人造放射性同位素。至於天然存在的放射性同位素則包括半衰期極長的原始放射性核種、原始放射性核種衰變生成的次生天然放射性核種以及天然核反應產生的宇生放射性核種及核生成放射性核種。
原子核穩定、不會發生放射性衰變的同位素則稱為穩定同位素，共有251種，皆自然存在於地球上。原子序小於83（鉍之前）的元素中，除了鎝和鉕外，都具有至少一種穩定的同位素，其中只有一種穩定同位素的元素被稱作單一同位素元素，其他的元素則有超過一種的穩定同位素，其中錫有10種穩定同位素，是具有最多種穩定同位素的元素。穩定同位素由於不會衰變成其他同位素，自恆星核合成過程誕生後能以穩定的量恆久存在，因此構成了現今自然界中絕大多數的物質，大多數元素在地球和太陽系中同位素的豐度比例往往也是穩定同位素占絕大部分或全部。不過自然界中有三種元素（碲、銦和錸）雖然有著穩定同位素，但其豐度最高的同位素卻是壽命極長的放射性同位素。
理論計算顯示，許多表面上為“穩定”的同位素實際上應具有放射性，但半衰期極長（不考慮質子衰變的可能性，因為這將使所有同位素皆屬不穩定）。理論上，一些穩定的同位素在能量上容易受到一些已知衰變形式的影響，例如α衰變或雙β衰變，然而目前尚未觀察到任何它們發生衰變的現象，因此這些同位素被認為是“觀測上穩定”的同位素。這些同位素的預測半衰期往往遠超宇宙的估計年齡。

### 質子數的奇偶性
質子數為偶數（尤其是2、8、20、28、50、82及126等幻數）的同位素通常具有較高的穩定性，所含的穩定核種較多。50（錫）是具有最多穩定同位素的質子數目，有10種穩定核種都具有50個質子。而4（鈹）是唯一一個只有1種穩定同位素的偶數質子數目，故鈹是所有單一同位素元素中唯一原子序數為偶數的元素。
質子數<83且為奇數的同位素中所含的穩定核種數量大多只有1種，且最多不超過2種，故大多數原子序數<83且為奇數的元素都是單一同位素元素。
沒有穩定核種的質子數目為43（鎝）、61（鉕）和83（鉍）以上的數目。至於沒有穩定核種的中子數目包括19、21、35、39、45、61、89、115、123和127以上的數目。

## 存在及來源
地球上大約有339種自然存在的同位素，分屬於94種化學元素（1號的氫至94號的鈽），其中有251種為穩定同位素，其餘則是不穩定的放射性同位素。
在這339種天然同位素中，有286種是自太陽系形成以來便已經存在的原始同位素。原始同位素包括251種穩定同位素，以及35種半衰期極長（大多超過宇宙年齡）的放射性同位素。由於這些放射性同位素的半衰期非常長，衰變速率緩慢，因此它們的原子從形成之初經歷數十億年後仍得以相當的量存留到現在，其中最重的三種原始放射性同位素在地殼中的衰變過程組成了現今自然界中三條最主要的衰變鏈，分別是以鈾-238（t1⁄2=4.49×109年）為母體的鈾系、以鈾-235（t1⁄2=7.13×108年）為母體的錒系和以釷-232（t1⁄2=1.39×1010年）為母體的釷系。除了前述三者外，還有約32種原始放射性同位素並不屬於上述三大衰變鏈之内，例如鉀-40（t1⁄2=1.2×109年）、銣-87（t1⁄2=6.0×1010年）、銦-115（t1⁄2=6×1014年）、鑭-138（t1⁄2=1.2×1011年）、釤-147（t1⁄2=2.5×1011年）、鎦-176（t1⁄2=2.4×1010年）、錸-187（t1⁄2=4×1012年）和鉍-209（t1⁄2=2.01×1019年）等。
除了286種原始同位素外，自然界中還存在著50餘種半衰期較短的放射性同位素。這些壽命較短的天然放射性同位素中，氚、碳-14等質量數較小者大多是由宇宙射線散裂產生的宇生放射性核種，氡-222、釙-210和鐳-226等質量數超過200的同位素則大多是釷和鈾的衰變產物。
還有約3000種放射性同位素不存在於現今的自然界中，只能藉由核反應爐和粒子加速器人工合成，這些人造同位素大多半衰期極短，即使在地球形成的初期曾經存在，也早已全部衰變殆盡。不過許多在地球上不天然存在的短壽命同位素卻可在宇宙的光譜中觀測到，它們是在恆星或超新星中自然產生的，例如鋁-26在自然界中極為罕見，僅有宇宙射線作用產生的痕量存在，但其在宇宙中的含量卻達到天文規模。
現時普遍接受的宇宙學理論認為只有幾種最輕元素的同位素（包括氫和氦，以及痕量鋰和鈹，可能還有極少量的硼）是在大爆炸時的太初核合成過程中產生的，而所有其他更重元素的同位素都是在後來的恆星核合成和超新星爆發中合成的，或是由宇宙射線等高能粒子與舊有的同位素相互作用所產生。地球上各同位素的豐度取決於它們在這些過程中所形成的量、它們在銀河系中的散播程度以及其原子核穩定性（影響其衰變速率）。太陽系中不同行星的同位素組成略有不同。可依此追踪隕石的起源。

## 同位素與原子量
同位素的原子量（ma）主要由其質量數（即其原子核中的核子數）決定，再根據原子核的結合能、質子和中子間質量的微小差異以及原子之電子質量做微調。
質量數是無因次量，而原子量則是以碳-12的原子量作為基準計量的，單位為道爾頓（Da），或稱統一原子質量單位（u）。
元素週期表中各元素的原子量是平均值，說明了自然界的元素存在多種質量不同的同位素。在發現同位素之前，元素的原子量是由科學家們憑實驗結果所估計，其非整數值讓當時的人們感到困惑。例如，氯樣品含有75.8%的氯-35和24.2%的氯-37，故自然界中氯元素的平均原子量為35.5原子質量單位。
元素的標準原子量（{\displaystyle {\overline {m}}_{a}}）是由該元素各天然同位素的豐度比例所決定。當一元素含有N個天然同位素時，其標準原子量以下式表示：
{\displaystyle {\overline {m}}_{a}=m_{1}x_{1}+m_{2}x_{2}+...+m_{N}x_{N}}
其中m1、m2、...、mN是該元素每個天然同位素的原子量，x1、...、xN是這些同位素的相對豐度。
例如碳元素有三種天然同位素：碳-12（豐度98.93％）、碳-13（豐度1.07％）和碳-14（僅痕量存在），而碳-12的原子量為12amu，碳-13的原子量約為13.003355amu，按照這些同位素的存量比例即可計算出天然碳的標準原子量（碳-14含量太少，可忽略不計）：
12 × 98.93％ + 13.0034 × 1.07％ ＝ 12.01amu
由於人造元素的同位素完全由人工合成產生，天然同位素的豐度對其沒有任何意義，故它們的標準原子量使用其最穩定（即半衰期最長）的同位素之質量數來表示。

## 歷史

### 放射性同位素
1912年，弗雷德里克·索迪基於對放射性重元素衰變鏈的研究，首次提出同位素的存在。該研究發現，鉛和鈾之間存在著約40種核性質不同的放射性元素，但週期表中鉛和鈾之間只存在11個元素的位置。
當時許多科學家嘗試使用化學方法分離鈾、釷等重元素衰變產生的新放射性元素，但都以失敗告終。1910年，索迪證明新釷（mesothorium，後來證實為228
Ra
）、鐳（radium，即226
Ra
，鐳元素最長壽的同位素）和釷X（thorium X，即224
Ra
）這三種放射性元素是無法分離的。在嘗試將這些放射性元素放入元素週期表後，索迪和卡西米爾·法揚斯在1913年各自獨立提出了放射位移定律，其大意為：元素發生α衰變後會形成其在週期表中左側二格位置的元素，而β衰變則會產生其在週期表中右側一格位置的元素。索迪意識到，當元素先發射一個α粒子，接著發射兩個β粒子後，會導致形成一種化學性質與初始元素相同的元素，但其質量輕了四個單位，並且具有不同的核衰變性質。
索迪提出，幾種放射性性質不同但化學性質相同的原子應可以填入週期表中的同一位置。例如，鈾-235 α衰變形成的釷-231和錒-230 β衰變形成的釷-230，儘管核衰變性質和半衰期不同，但應屬於同一元素。“同位素”（isotope）一詞是索迪的世交、蘇格蘭醫生瑪格麗特·托德在一次談話中向他提出的，在希臘文中意為“在同一地點”。索迪因在同位素方面的研究成果而獲得1921年的諾貝爾化學獎。
1914年，西奧多·理查茲發現來自不同礦物的鉛之原子量存在差異，這是由於三大衰變鏈的最終產物皆為鉛元素的不同同位素，礦物中放射性元素的組成不同會導致其所含鉛同位素的比例有所差異。

### 穩定同位素

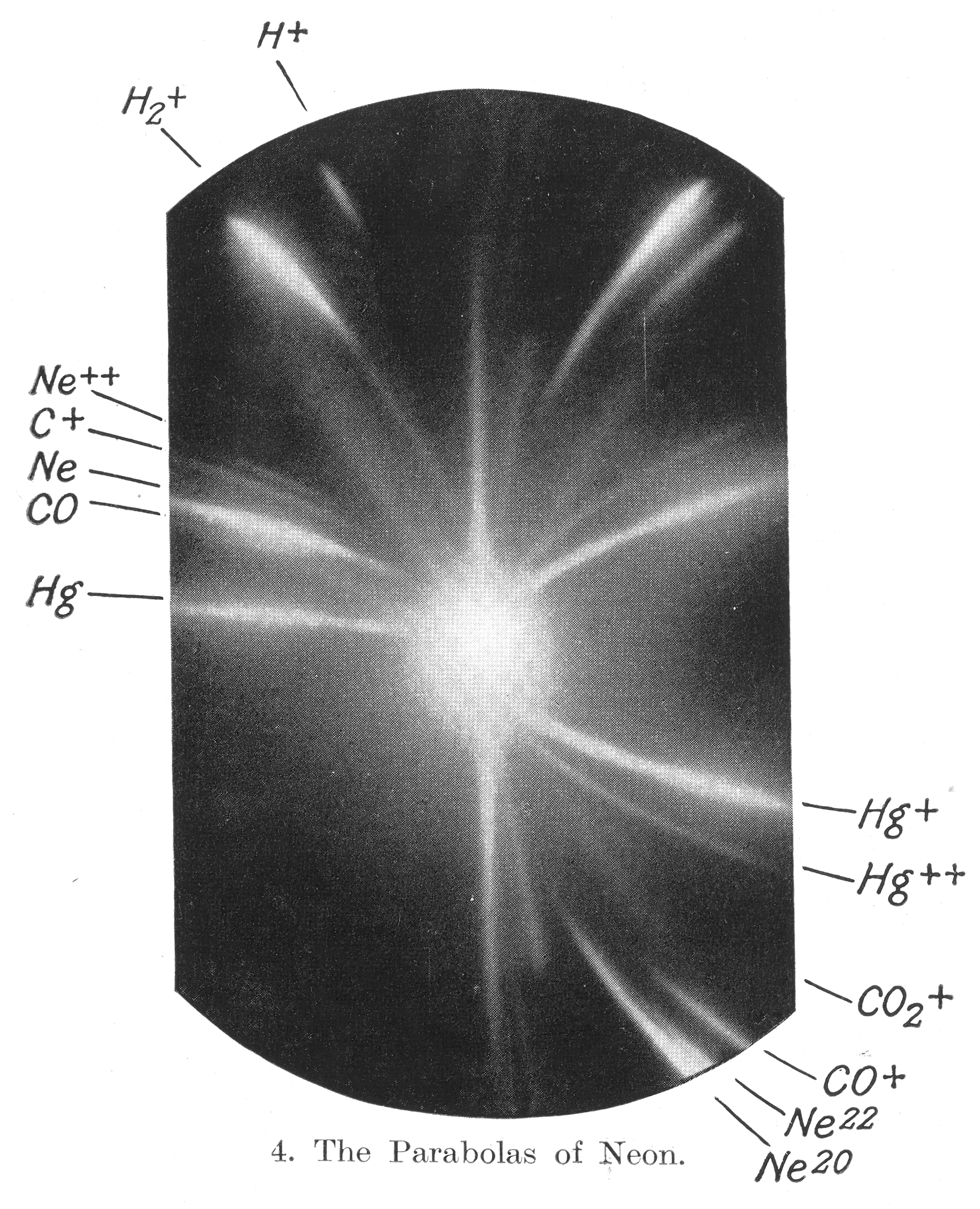
約瑟夫·湯姆森的感光底片右下角標記了兩種氖同位素：氖-20和氖-22。

約瑟夫·湯姆森在1913年首次發現穩定元素（即非放射性元素）存在同位素的證據。湯姆森通過平行的磁場和電場引導氖離子流，通過在路徑中放置感光底片來測量這些離子的偏轉，並使用下述方法計算它們的荷質比：每股離子流撞擊的地方都會在底片上形成一個發光的斑塊，湯姆森在感光底片上觀察到兩個獨立的拋物線光斑，這表明存在兩種荷質比不同的原子核。該方法後來被稱作湯姆森拋物線法。
弗朗西斯·阿斯頓隨後使用質譜儀發現了許多元素的多種穩定同位素。1919年，阿斯頓以高解析度研究氖，發現兩個氖同位素的質量非常接近整數20和22，且都不同於氖的已知莫耳質量20.2。這是阿斯頓整數法則的一個例子，該法則指出部分元素的莫耳質量與整數呈現較大偏差，主要是由於該元素是多種同位素的混合物所致。同樣地，阿斯頓在1920年證明氯的莫耳質量35.45是由兩種同位素35
Cl
和37
Cl
的近乎整數的原子量加權平均後得來。

## 用途

### 同位素純化
核技術等領域需要使用到某些元素的特定同位素的特性，例如鈾或鈽等重元素的同位素。同位素分離是一項重大的技術挑戰。鋰、碳、氮和氧等較輕的元素通常是藉由其化合物（如一氧化碳、一氧化氮等）的氣體擴散來進行分離。氫和氘的分離則十分特別，是基於化學性質的差異進行分離，而不是物理性質，例如Girdler硫化物法等。鈾的同位素則可通過氣體擴散、氣體離心、雷射電離分離或質譜法（在曼哈頓計劃中）等物理方法進行批量分離。

### 化學和生物特性的利用
- 同位素分析（英语：Isotope analysis）：透過質譜法分析樣本中特定元素（如碳、氮、氧等）的不同同位素之間的比例（同位素訊號（英语：Isotopic signature）），可以了解食物網的能量流動、重建過去的環境和氣候條件、檢測食品是否摻假[33]、檢測樣本的地理來源等，在各種生物學、地球科學和環境科學的研究中具有廣泛的應用。[34]
- 同位素置換（Isotopic substitution）可藉由動力學同位素效應（英语：Kinetic isotope effect）來確定化學反應的機制。
- 同位素標記：在化學反應中使用特別的罕見同位素作為示蹤劑或標記物[35]，可用於追蹤特定物質在某個物理作用過程、化學反應、代謝通路、或細胞定位中的路徑和去向。一般來說，目標元素的原子彼此並無法區分，然而，使用不同質量數的同位素原子則可對目標元素的去向進行追蹤。若使用放射性同位素進行標記，則可以通過其發出的輻射來檢測它們（稱作放射性示蹤劑）。若使用的是非放射性的穩定同位素，也可以通過質譜或紅外光譜來區分。例如“細胞培養穩定同位素胺基酸標記（英语：Stable isotope labeling by amino acids in cell culture）（SILAC）”技術中使用穩定同位素定量蛋白質。
- 同位素稀釋法（英语：Isotope dilution）中使用同位素定量分析各種元素或物質的濃度，方法是將已知量且使用特定同位素取代的化合物與待測樣品混合，再通過質譜法測定所得混合物的同位素訊號。

### 核特性的利用
- 核能發電和核武器的研製需要消耗相對大量的特定同位素，例如235
U
、239
Pu
等可分裂物質。
- 核電池及射線電池利用238
Pu
、242
Cm
、147
Pm
、3
T
等放射性同位素衰變釋放的熱能及來產生電力，可用於一些需長時間運作又難以更換電池的儀器及設備上，例如氣象台、太空船、人造衛星與人工心臟等。[1][36][37]
- 核醫學和放射腫瘤學中利用放射性同位素進行診斷和治療。
- 放射性同位素釋放的輻射可用於醫療器材滅菌、食物保鮮、品種改良、高分子聚合、處理廢氣、廢水和汙泥等。常用的同位素有60
Co
、137
Cs
等之密封放射源。[1]
- 工廠中使用210
Po
、241
Am
、90
Sr
等放射性同位素釋放的輻射來消除紙張、橡膠薄片、塑膠薄片、絲線等絕緣體相互摩擦時產生的靜電。[1]
- 放射性定年法：藉由測定樣本中某些放射性同位素與其衰變產物的比率，可以該放射性同位素之半衰期來推算該樣本的存在年代。最廣為人知的例子是放射性碳定年法，用於測定化石等生物性有機物的年代。
- 某些形式的光譜學必須依賴特定同位素的獨特核性質，包括一些放射性同位素和穩定同位素。例如，核磁共振（NMR）光譜只能用於核自旋非零的同位素，其最常用的同位素有1
H
、2
D
、15
N
、13
C
和31
P
等。
- 穆斯堡爾譜學依賴於特定同位素的核躍遷，例如57
Fe
等。

## 参閱
- 同位素列表
- 同位素豐度
- 核種
- 核種列表
- 同中子素
- 同量素
- 天然同位素
- 穩定同位素
- 放射性同位素
  - 天然放射性同位素
  - 人造放射性同位素